# Heinrich Leopold Wagner
Heinrich Leopold Wagner, född den 19 februari 1747 i Strassburg, död den 4 mars 1779 i Frankfurt am Main, var en tysk dramatiker. 
Wagner, som var advokat, tillhörde  Goethes ungdomskrets och Sturm und Drangriktningen. Hans alster röjer begåvning för satiren och det borgerliga skådespelet. Farsen Prometheus, Deukalion und seine Rezensentenen (1775) är riktad mot Goethes vedersakare. Vidare bör nämnas skräckdramat Die Kindesmörderin (1776), i vilket Wagner inte tvekade att använda det från Goethe undansnappade motivet till avslutningen av Fausts första del.